# Franciscanita
La franciscanita és un mineral de la classe dels silicats. Va ser descoberta al Comtat de Santa Clara, Califòrnia, Estats Units i rep el seu nom en honor de la formació del Miocè anomenada complex miocènic Franciscà, en aquest mineral va ser trobat.

## Característiques
La franciscanita és un silicat de fórmula química Mn₆2+V5+(SiO₄)₂(O,OH)₆ segons l'IMA. Cristal·litza en el sistema hexagonal. El seu color varia de vermell a vermell-marró. La seva duresa a l'escala de Mohs és 4.
Segons la classificació de Nickel-Strunz, la franciscanita pertany a «9.AF - Nesosilicats amb anions addicionals; cations en [4], [5] i/o només coordinació [6]» juntament amb els següents minerals: sil·limanita, andalucita, kanonaïta, cianita, mullita, krieselita, boromullita, yoderita, magnesiostaurolita, estaurolita, zincostaurolita, topazi, norbergita, al·leghanyita, condrodita, reinhardbraunsita, kumtyubeïta, hidroxilcondrodita, humita, manganhumita, clinohumita, sonolita, hidroxilclinohumita, leucofenicita, ribbeïta, jerrygibbsita, örebroïta, welinita, el·lenbergerita, sismondita, magnesiocloritoide, ottrelita, poldervaartita i olmiïta.

## Formació i jaciments
La franciscanita també ha estat trobada a la mina Valgraveglia, Reppia, Liguria, a Itàlia iii a la mina Komatsu, Hannou, Kanto, Honshu, al Japó.